# Rêve à la lune
Rêve à la lune er en fransk stumfilm fra 1905 af Ferdinand Zecca og Gaston Velle.